# Arc polilobulat

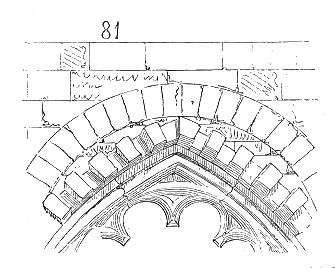
Arc polilobulat en una finestra de la Catedral de Troyes

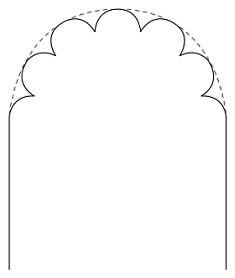
Arc polilobulat de mig punt de set segments semicirculars

L'arc polilobulat (o multilobulat) és un arc format per petits arcs de mig punt (lòbuls), que va aparéixer en l'arquitectura omeia en el segle vii. Conté una sèrie de lòbuls, que recreen la disposició simètrica de les fulles d'algunes plantes amb cercles superposats. El nombre específic de lòbuls s'indica amb un prefix: trifoli (tres), quadrifoli (quatre), pentafoli (cinc), sextifoli (sis), octofoli (vuit) o multifoli i polifoli per a més de vuit.
L'arc, depenent de l'estil arquitectònic, serà de mig punt, apuntat, o de ferradura, entre d'altres.
La diferència que hi ha amb l'arc fistonat és que, en el polilobulat, els lòbuls que fan l'intradós són còncaus i, en el fistonat, convexos.
Aquest tipus d'arc, en les seues variants amb diferents detalls constructius i decoratius, es va fer servir tant en l'arquitectura islàmica com en la romànica i en la gòtica, i també forma part d'edificacions posteriors que recreen l'estil d'aquestes èpoques.

## En l'arquitectura islàmica

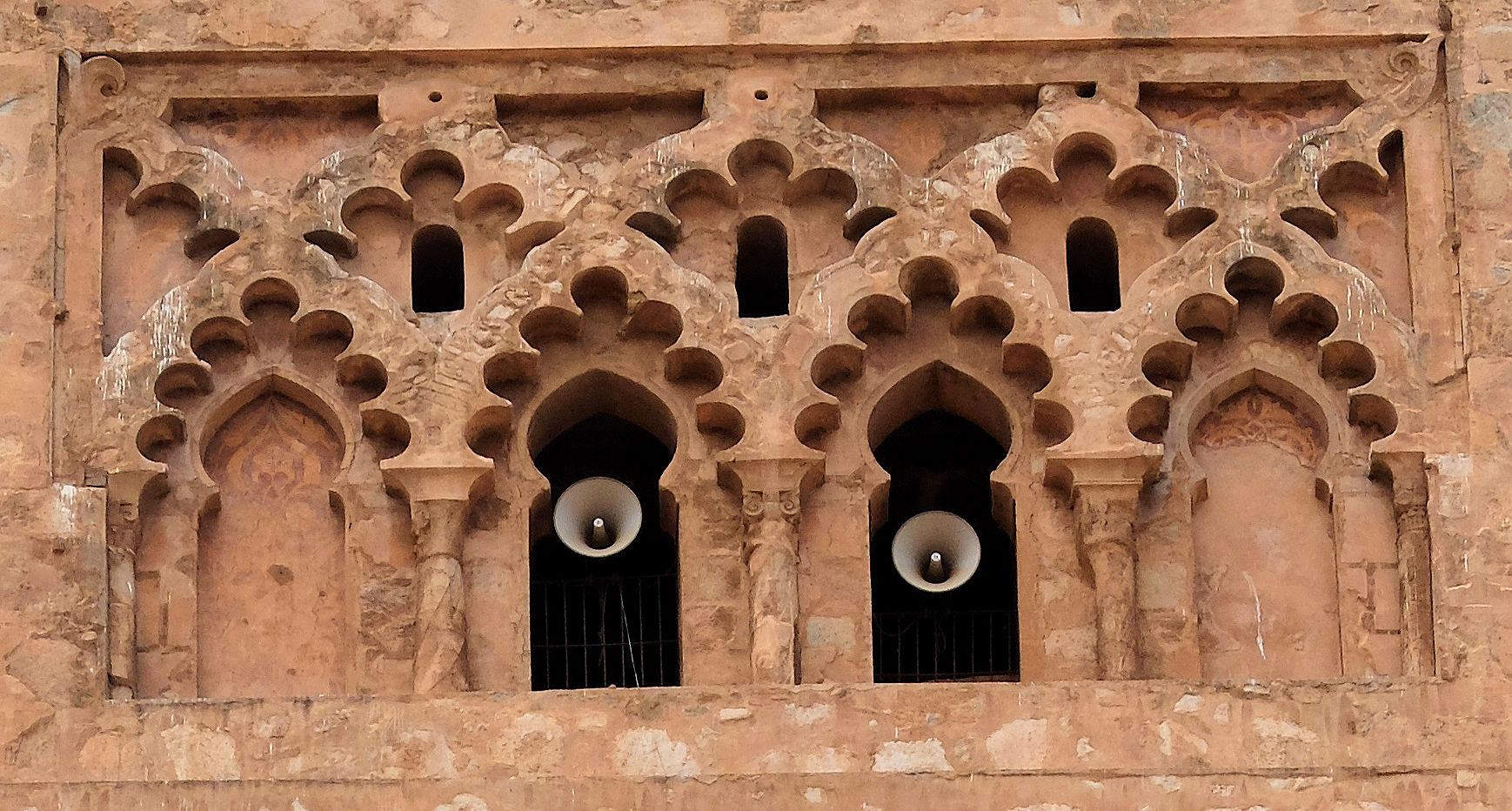
Arcs cecs i arcs multilobulats entrellaçats al voltant de les finestres del minaret de la Mesquita Kutubia de Marràqueix, Marroc

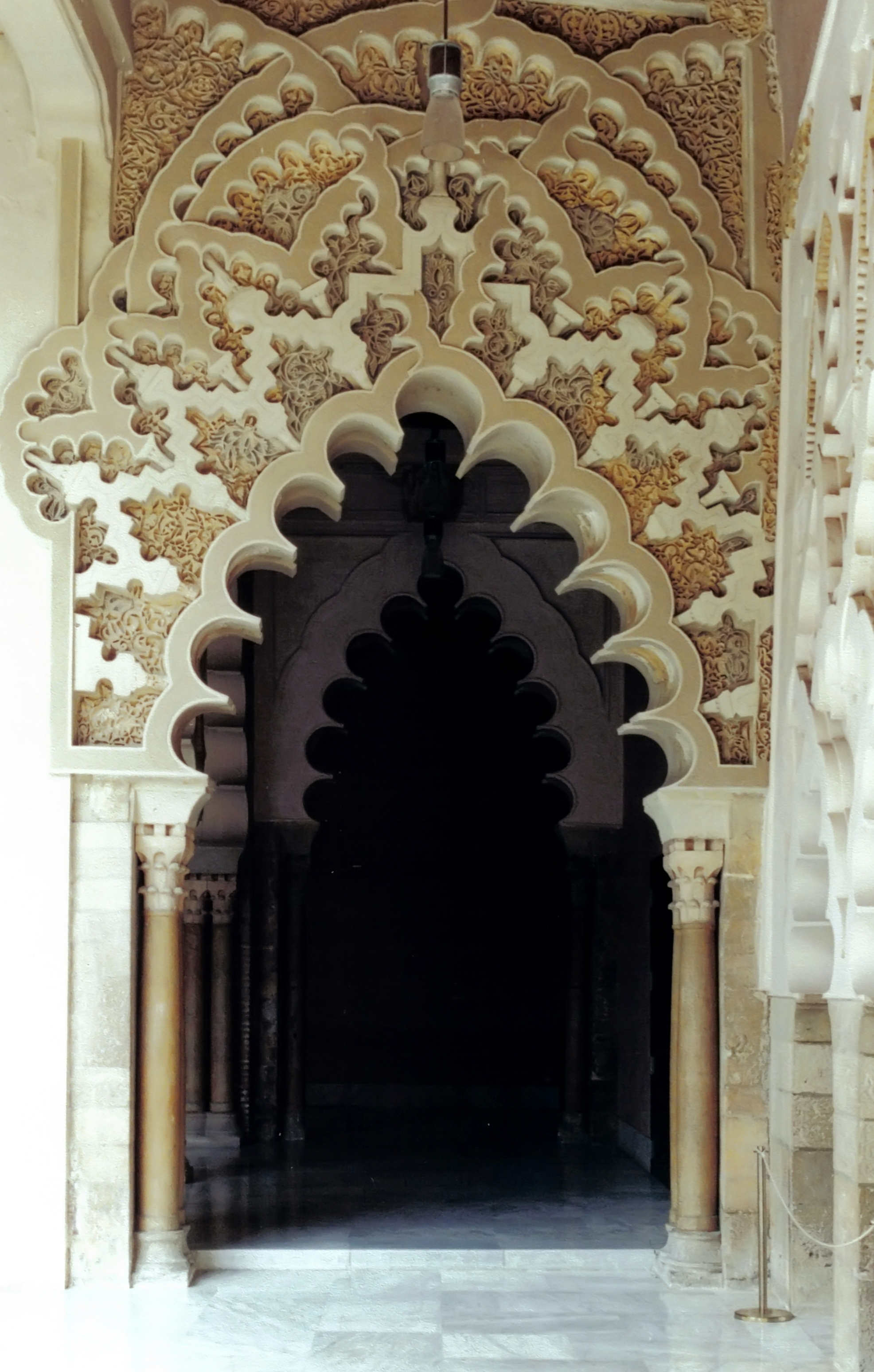
Arc polilobulat al Palau de la Aljaferia, Saragossa

L'arc multilobulat és especialment característic de l'art islàmic i la seua arquitectura, i sobretot de l'arquitectura morisca de l'Al-Àndalus, de la marroquina i de la de l'Àfrica del Nord. Els primers exemples se'n troben en alguns dels arcs de la Gran Mesquita de Còrdova, particularment en el maqsura (la zona reservada al califa), que data del segle x, del període califal.
Els típics arcs multilobulats que apareixen en edificis posteriors tenen els primers precedents en l'arquitectura fatimita pròpia d'Ifríqiya i Egipte. També apareix al Palau de l'Aljaferia, pertanyent al període de les Taifes de l'Al-Àndalus (segles X-XI). En els períodes almoràvit i almohade, aquest tipus d'arc es perfeccionà encara més per a assumir funcions decoratives, mentre que l'arc de ferradura continuà sent la forma més comuna en altres llocs. :232-234  Apareixen, per exemple, en la Mesquita de Tlemcen (a Algèria) i en la de Tinmal.: :232  El motiu dels arcs entrellaçats i multilobulats també originà el motiu decoratiu denominat xebka, que s'empra sovint en l'art i l'arquitectura de l'àrea.:257-258
La tradició islàmica pervisqué fins al segle xvii en l'arquitectura mogola de l'Índia, en què hi ha exemples de l'ús d'arcs polilobulats tan notables com el Fort d'Agra, declarat Patrimoni de la Humanitat per la UNESCO.
|  |  |  |  |

## En l'arquitectura romànica
L'arquitectura romànica dels regnes cristians de la península Ibèrica, molt possiblement influïda pels models de l'arquitectura de l'Al-Àndalus, va fer servir els arcs fistonats i polilobulats amb relativa freqüència, i se'n conserven molts exemples en l'àmbit del Camí de Sant Jaume.
|  |  |  |  |  |

Els arcs fistonats i polilobulats van arribar a França al segle xii  a través del Camí d'Arle, un dels principals recorreguts francesos del Camí de Sant Jaume.
|  |  |

## En el mudèjar
L'arquitectura mudèjar és la síntesi de les formes procedents de l'Al-Àndalus amb els corrents artístics cristians, que es va produir amb mà d'obra d'origen morisc que va construir en les zones conquistades pels cristians. L'arc polilobulat es va transvasar a les noves edificacions, sense la rellevància, però, que havia arribat a tenir en l'art islàmic.
|  |  |  |  |  |

## En el gòtic
En l'arquitectura gòtica s'empren sovint petits arcs de traceria trilobulats, en especial com a subdivisió dels arcs de claustres i finestrals. És, però, a la península ibèrica, possiblement com a reminiscència de l'influx islàmic, on se'n troba el major nombre d'exemples, amb la presència d'arcades polilobulades en construccions gòtiques tan notables com la Catedral de Palma o la Catedral d'Oriola. També hi ha arcs polilobulats en esglésies vinculades al Camí de Sant Jaume, com ara Sant Pere de la Rúa a Lizarra (Estella) o Sant Roman de Cirauqui, totes dues a Navarra. A Portugal, el gòtic manuelí en té un destacat exemple en el Monestir de Batalha, en la seua Capella Inacabada, amb una sèrie d'arcs ogivals amb l'intradós decorat amb formes lobulades.
|  |  |  |  |  |  |

## Usos posteriors
Les referències a estils arquitectònics del passat eren molt habituals des de mitjan segle XIX fins a mitjan segle XX, i esporàdicament es continuen construint en noves edificacions que reviuen formes artístiques tretes de la tradició històrica, com ara l'estil neoislàmic en les seues variants o el neogòtic.
|  |  |  |  |